# Tito Fernández
Tito Fernández, all'anagrafe Humberto Waldemar Asdrúbal Baeza Fernández, noto anche con lo pseudonimo di El Temucano (Temuco, 9 dicembre 1942 – Puerto Montt, 11 febbraio 2023), è stato un cantautore cileno.

## Biografia

### Primi anni
Originario di Temuco, nel Sud del Cile (da che deriva il suo soprannome "El Temucano"), Humberto Waldemar Asdrúbal Baeza Fernández studia al Liceo de Hombres della sua città natale, in seguito segue una specializzazione nella scuola dell'aeronautica nel 1958. Neglia anni sessanta decide quindi di seguire una vita itinerante dedicandosi alla carriera musicale, con la quale mantiene non senza difficoltà la moglie e la figlia.
Arrivato a Santiago, inizia a lavorare professionalmente assieme a Víctor Villarreal, con cui forma il duo Los Hermanos de Alta e con cui suona musica folk nei night club del Nord del Paese e del Sud del Perù. A questa segue la collaborazione con Renato Zuñiga, con cui suona dal vivo in Bolivia a partire dal 1967, ma l'instabilità sociale e la guerriglia in atto, capeggiata dal comandante Che Guevara, porta all'incarcerazione di Tito Fernández da parte delle autorità. L'incarcerazione del filosofo Régis Debray suscita l'attenzione internazionale e la copertura mediatica che ne segue, porta le autorità boliviane alla decisione di rilasciare tutti i prigionieri stranieri per evitare ulteriori problemi.
Nonostante l'impegno profuso nell'attività musicale dal vivo, girovagando nel Sudamerica, Tito Fernández continua a non sentirsi completamente musicista e alterna l'attività artistica con l'insegnamento, svolgendo l'attività di professore di castigliano ad Antofagasta, Santiago, Concepción e Temuco. Le sue prime composizioni, ispirate alla musica di Atahualpa Yupanqui, ottengono il plauso di Pablo Neruda, che lo ritiene destinato a diventare un grande cantante.

### Debutto discografico
Nel 1971 avviene l'incontro con Ángel Parra a Valdivia, che persuade Fernández a gettarsi a capofitto nella sua attività musicale: il figlio di Violeta Parra lo convince a trasferirsi a Santiago con tutta la famiglia, dove gli permette di registrare il suo primo album El temucano per la sua etichetta Peña de los Parra, offrendosi al contempo nel ruolo di produttore. L'album El temucano ottiene un insperato successo, portando Tito Fernández a venire soprannominato come il suo disco da parte del pubblico e il popolare programma radiofonico Chile ríe y canta a decretare Fernández quale rivelazione del 1971.
L'album viene notato anche all'estero, portando Fernández a suonare in Venezuela nel 1972 e a incidere, sempre nel 1971, un nuovo LP con il medesimo titolo El temucano, che contiene uno dei suoi temi più popolari, La casa nueva, in cui canta di due anziani che rinnovano il loro voto d'amore e che, ironia della sorte, gli permetterà proprio di finanziare l'acquisto della propria nuova casa.
Tito Fernández diventa così l'artista più venduto della DICAP, l'etichetta amministrata dalla Juventudes Comunistas de Chile che pubblicava gli album dei musicisti del movimento della Nueva Canción Chilena, profilandosi come un artista atipico, al contempo tanto autore di canzoni romantiche e idolo dei teenager, insignito del titolo di "artista più popolare" ("artista más popular") del 1972 dalla rivista Ramona, quanto militante comunista, vicino alla classe operaia con i suoi brani di matrice popolare e folkloristica.
Per questo motivo il colpo di stato del 1973 tronca brutalmente la sua ascesa musicale, seppure non in modo così drammatico come avvenuto, tra gli altri, per Víctor Jara, ucciso allo stadio di Santiago, o Patricio Manns e Ángel Parra, costretti all'esilio. Tito Fernández viene arrestato dieci giorni dopo l'assalto alla Moneda, con accuse inverosimili quali la detenzione di armi, e condotto nella stessa scuola di aeronautica da lui frequentata come studente quindici anni prima, dalla quale viene rilasciato pochi giorni dopo con un certificato che lo obbliga a dedicarsi esclusivamente al proprio lavoro. Fernández non ha mai voluto raccontare della sua detenzione, limitandosi a dire di aver passato dei brutti momenti e che buona parte dei suoi rapitori erano suoi ammiratori.

### Gli anni della dittatura
Sotto la dittatura di Pinochet Tito Fernández prosegue la sua carriera artistica, rappresentando, nonostante i suoi chiari legami con la generazione militante e combattiva della Nueva Canción, un caso eccezionale rispetto agli altri artisti del movimento, costretti in maggioranza all'esilio. Fernández ha infatti la possibilità di lavorare pressoché indisturbato, nello spiraglio di minima libertà concessa ai musicisti in quel periodo, mantenendosi attivo sia discograficamente, sia dal vivo, in patria e all'esterno, sia apparendo frequentemente in televisione, partecipando a programmi come Sábados Gigantes o Chilenazo, dove paradossalmente viene recepito dal pubblico come quel genere di musicisti considerati "fuorilegge".
I dischi di questi anni mantengono la cifra stilista propria di Fernández, conferendogli una rinnovata popolarità. In questa fase lavora principalmente assieme alla cantante Patty Chávez, ma anche con altri artisti come Verónica Baeza, Lu Rivera, Carlos Vásquez e i gruppi Trío Inspiración e Los Diamantes del Sol. I generi suonati vanno dal bolero alla cueca, oltre al folclore latinoamericano. Frequenti sono anche i concerti dal vivo, tenuti in Europa, Stati Uniti e Australia, testimoniati in album come Tito Fernández en el Olympia de París del 1980. Negli anni ottanta prosegue la sua collaborazione con altri musicisti come Marcelo, Patricio Renán, Patricia Maldonado e Ginette Acevedo.

### Anni recenti
A partire dal 1990 la carriera di Tito Fernández conosce una nuova vita, grazie alla sua decisione di partecipare a festival e il suo lavoro in radio. Nel 1996 ottiene infatti il titolo di speaker professionista e dall'anno seguente è impegnato nella radio nazionale con i due programmi Lo Nacional en la Nacional e Boleros, con Tito Fernández.
Nel 1997 vince il primo premio della sezione folk al Festival di Viña del Mar, partecipando in seguito anche alle edizioni del 2001, 2002 e 2004, è inoltre una presenza fissa al Festival del Huaso di Olmué. Tra i premi vinti, oltre ai Gabbiani d'Argento, si annoverano il premio Altazor, il premio del Presidente della Repubblica, le medaglie della SCD e dell'Unesco. Nel 2000 celebra i quarant'anni di carriera con un concerto, tenuto il 16 settembre allo stadio nazionale, e con l'album antologico Cuarenta años del cantor popular, uscito nello stesso anno.
Interessato anche all'astrologia, ha fondato il Centro Integrale per gli Studi Metafisici (Centro Integral de Estudios Metafísicos) e curato diversi libri, tra cui due autobiografie: Páginas de mi diario, nel 1988, e Los versos numerados, nel 2012, e altre di contenuto esoterico e metafisico: El mensaje inicial, El mensaje de Sirio, El mensaje terrestre e Q, la isla de los brujos. Oltre a questo, la SCD ha pubblicato una selezione di suoi testi nel libro antologico Antología poética, uscito nella collana Nuestros músicos nel 2003..

## Vita privata
Tito Fernández si è sposato con Carmen Ramírez, da cui ha avuto quattro figli in 24 anni di matrimonio. Successivamente ha avuto un figlio con Rosa Uribe, Fernando Octavio. Si è poi sposato seconde nozze con Ana María Sánchez, matrimonio questo che è durato per 11 anni. Infine ha contratto matrimonio con Lidia Margarita Ureta Rivera. Vive a Santiago, in una casa nel quartiere Avenida Matta.

## Centro Integral de Estudios Metafísicos (CIEM)
Tito Fernández sostiene di aver avuto un incontro con un UFO, su una strada per Antofagasta, nell'agosto del 1974. Da quel momento inizia a leggere dozzine di libri su astrologia, esoterismo e spiritualità. Intorno al 1988, al fine di condividere la sua conoscenza e la sua esperienza con gli altri, fonda il Centro Integral de Estudios Metafísicos ("Centro Integrale di Studi Metafisici"), in cui tiene letture di gruppo e conversazioni su temi metafisici, tratti da testi scritti da lui medesimo qualche anno prima.
I sette membri fondatori del gruppo, secondo l'ICES, sono:
- Humberto Baeza (Tito Fernández)
- Carmen Ramírez, la sua prima moglie
- Jasmine Baeza, sua figlia
- Nelson Varela
- Claudio Guzmán, cantante
- Ramón Aguilera, cantante
- Raúl Aliaga, cantante

Aliaga, tuttavia, nega di aver mai fatto parte del gruppo, ma solamente di essersi fatto calcolare il tema astrale da Fernández, in aggiunta a un libro datogli da questi. La struttura del CIEM era gerarchica e piramidale, con Fernández quale unico "insegnante", seguito da "istruttori", "sacerdoti", "sacerdotesse" e "guardie". Nel momento della sua massima popolarità, il gruppo contava fino a 90 persone. Nel 2018, dopo 30 anni, Fernández continua a essere alla guida del CIEM, formato da una quindicina di persone che si incontrano al Sindicato de Folcloristas di Santiago, tuttavia sembra non sussistere più alcuna struttura gerarchica all'interno del gruppo.

## Controversie
Il 27 agosto 2018 una ex componente del Centro Integral de Estudios Metafísicos (CIEM), che aveva aderito al gruppo nel 2009 all'età di 33 anni, rimanendovi per diversi mesi fino all'11 luglio 2010, ha denunciato Tito Fernández per presunti abusi sessuali e stupro. La denuncia è stata supportata dal Servicio Nacional de la Mujer y Equidad de Género ("Servizio nazionale per le donne e l'equità di genere"), del Ministero delle donne e dell'uguaglianza di genere del Cile.

## Filmografia
- Cuestión de fe, regia di Marcos Loayza (1995)
- The Resurrection of Victor Jara, regia di John Travers (2005) - documentario

## Discografia parziale

### Album in studio
- 1971 - El temucano
- 1971 - El temucano
- 1972 - Al amor
- 1973 - Boleros
- 1974 - Tito Fernández
- 1975 - Me gusta el vino
- 1975 - Somos (con Patty Chávez)
- 1975 - Entre nos
- 1976 - Profeta en mi tierra
- 1976 - De chincol a jote
- 1977 - Todo lo que tiengo en mi ciudad
- 1978 - Chile
- 1979 - En la senda internacional
- 1980 - Tito Fernández • Patty Chávez (con Patty Chávez)
- 1986 - Así es la cosa...!
- 1990 - Cuartetas divertidas

### Album dal vivo
- 1978 - Quince años de canto popular - Recital en vivo
- 1980 - Tito Fernández en el Olympia de Paris
- 2018 - El temucano (En vivo)

### Raccolte
- 1995 - 20 mejores
- 1996 - Desde Chile... Tito Fernández (Sus grandes exitos)
- 1998 - El atrinque
- 2000 - Cuarenta años del cantor popular
- 2002 - El temucano
- 2004 - Inmortales

### Singoli
- 1972 - Cero a cero/Polka
- 1972 - El presupuesto/A ti

## Libri (parziale)
- Páginas de mi diario, 1988
- Los versos numerados, 2012
- El mensaje inicial
- El mensaje de Sirio
- El mensaje terrestre
- Q, la isla de los brujos
- AA.VV. Antología poética, Nuestros músicos, 2003

## Festival
- Festival Internacional de la Canción de Viña del Mar (2001, 2002, 2004, 2011)